# Flinders Chase National Park
Flinders Chase National Park – park narodowy w Australii Południowej w południowo-zachodniej części Wyspy Kangura.  Powierzchnia parku wynosi 328 km², został on założony w 1919. Podczas pożaru buszu w 2007 park został poważnie zniszczony. Najbardziej znane fragmenty Parku to dwie naturalne formacje skalne Remarkable Rocks i Admirals Arch. 

## Galeria

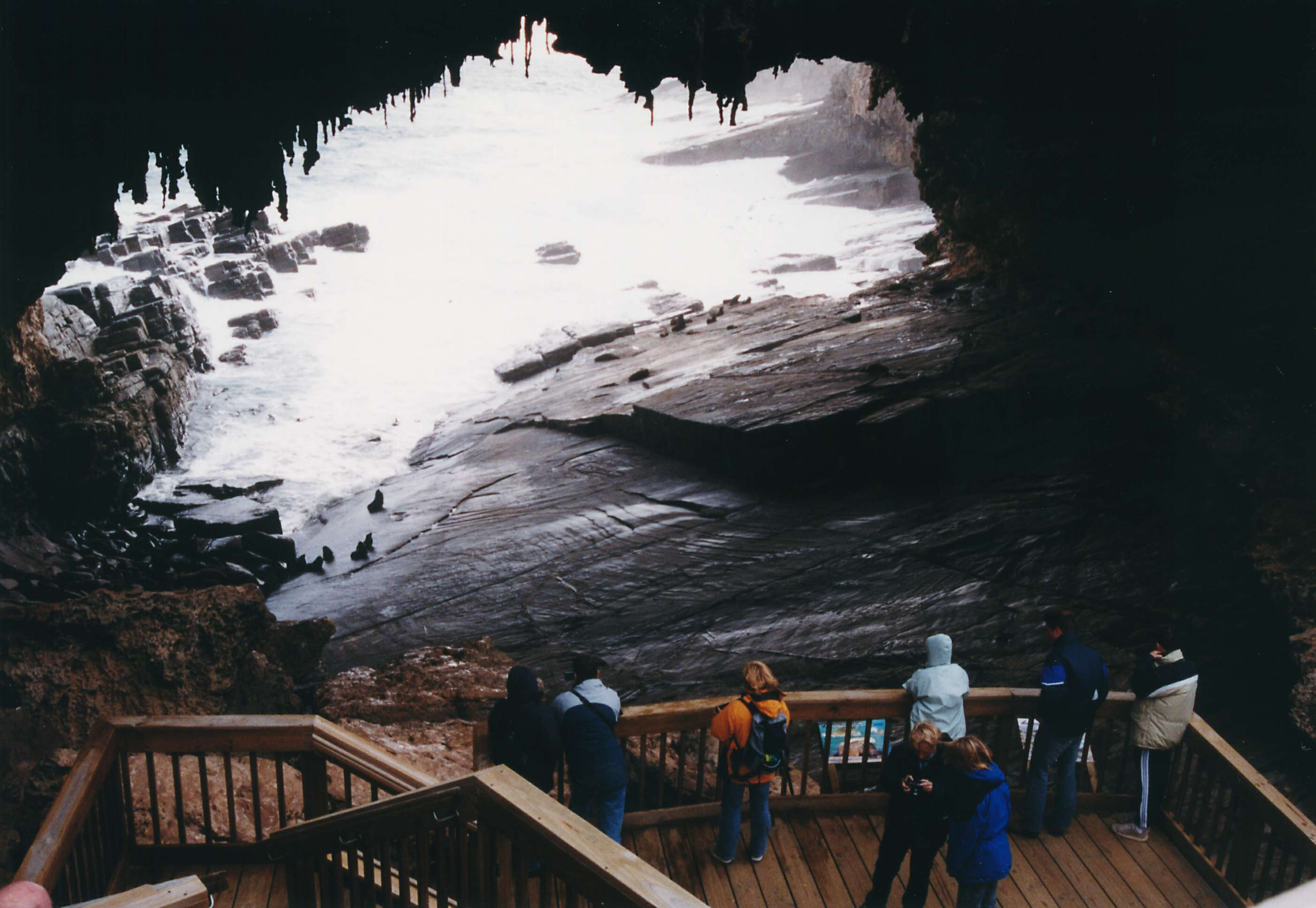
Admirals Arch
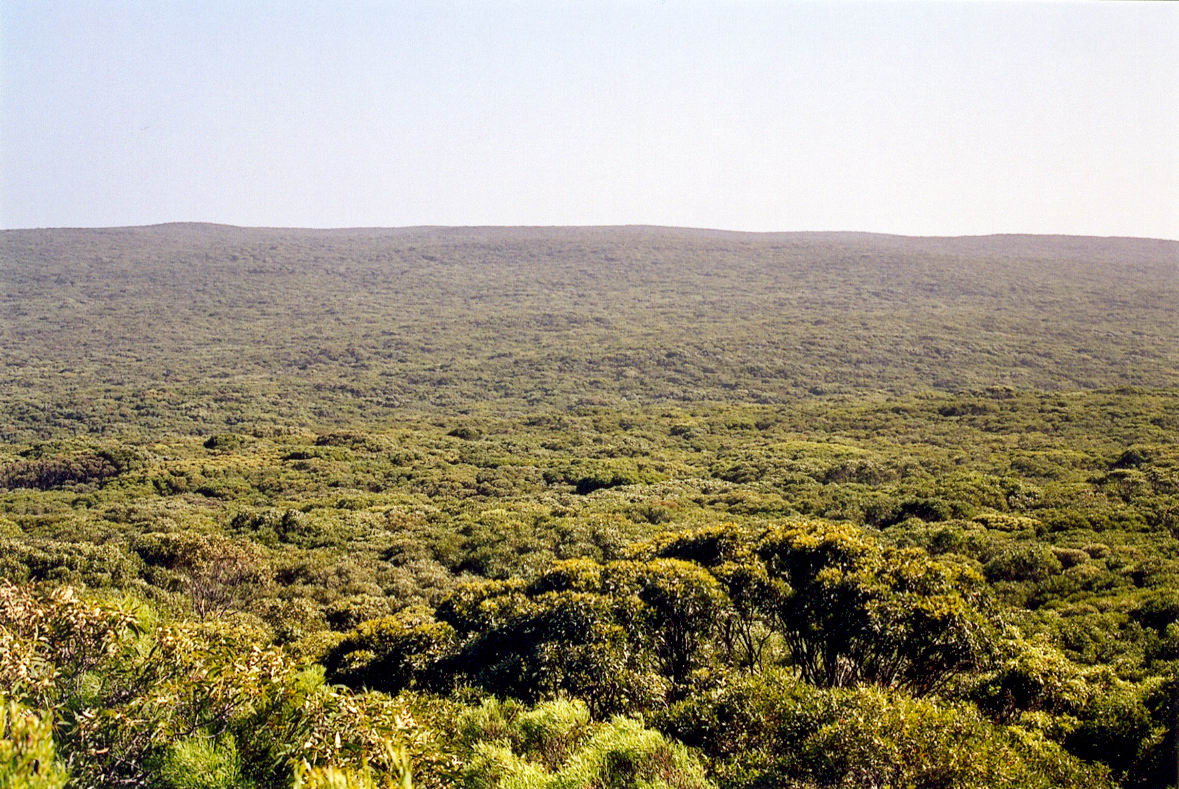
Panorama z punktu widokowegoBunker Hill